# Renato Travaglia
Renato Travaglia (Cavedine, 26 ottobre 1965) è un pilota di rally italiano.
È uno dei piloti più titolati degli anni a cavallo del 2000, vincitore di numerose gare e campionati.

## Biografia
Inizia la carriera nel 1987 a bordo di un'Opel Corsa. Negli anni successivi corre ancora con Opel, poi con BMW, Ford e Renault. Per parecchi anni, dal 1996 al 2004, corre con auto Peugeot.
Nel 2005 corre con una Renault Clio s1600, laureandosi Campione europeo Rally. Nel 2006 approda alla Ralliart Italia e disputa il campionato italiano rally a bordo di una Mitsubishi Lancer Evo IX Gr.N, vincendo 2 gare e piazzandosi 4º nella classifica finale.
Nel 2007 dopo aver concluso al 2º posto il Rally di San Marino partecipa all'International Rally Challenge e al Campionato Europeo Rally con una Mitsubishi Lancer Evo IX del team Top Run. In seguito alla squalifica per un'irregolarità al Rally di Madera, Travaglia abbandona il team Top Run e decide di proseguire utilizzando la Fiat Grande Punto S2000 del team Trico Motorsport piazzandosi al 5º posto al Barum Rally e vincendo il Rally di Antibes.
Per molti anni il suo copilota è stato Flavio Zanella. Dopo il 2008 in Abarth nel 2009 rimane fuori dai team ufficiali, e così solo dopo alcune gare da privato di lusso si accasa nel team friulano FriulMotor di Claudio De Cecco, team con il quale conquista una prestigiosa vittoria al rally del Friuli e Alpi Orientali, e la soddisfazione di terminare il Cir al 3º posto assoluto con 2 vittorie. Nel 2010 concorre nuovamente per il titolo di campione italiano con la Peugeot 207 S2000 della Friulmotor.
Nel 2014 vince il Trofeo Rally Terra (T.R.T.) ed il Campionato Italiano Indipendenti.
Suo figlio, Aronne Travaglia (1994), corre nella categoria 3000 dei campionati SNORE e MORE statunitensi, vincendoli entrambi nel 2015.

## Palmarès
- Campionato Italiano Rally Gruppo N:
  - 1993
- Campionato Italiano Rally 2 Ruote Motrici / 2 Litri:
  - 1995
  - 1996
  - 1997
  - 1998
  - 1999
  - 2000
- Campionato Italiano Rally:
  - 2002
- Campionato europeo rally:
  - 2002
  - 2005
- Campionato Italiano Rally Indipendenti:
  - 2014
- Trofeo Rally Terra:
  - 2014

## Risultati nel mondiale rally
| 1991 | Scuderia | Vettura         |  |  |  |  |  |  |  |  |  |  |     |  |  |  | Punti | Pos. |
| ---- | -------- | --------------- |  |  |  |  |  |  |  |  |  |  | --- |  |  |  | ----- | ---- |
| 1991 |          | Opel Kadett GSI |  |  |  |  |  |  |  |  |  |  | Rit |  |  |  | 0     |      |

| 1993 | Scuderia | Vettura                 |  |  |  |  |  |  |  |  |  |  |   |  |  |  | Punti | Pos. |
| ---- | -------- | ----------------------- |  |  |  |  |  |  |  |  |  |  | - |  |  |  | ----- | ---- |
| 1993 |          | Ford Escort RS Cosworth |  |  |  |  |  |  |  |  |  |  | 6 |  |  |  | 6     | 31º  |

| 1994 | Scuderia | Vettura               |  |  |  |  |  |  |  |  |     |  |  |  |  |  | Punti | Pos. |
| ---- | -------- | --------------------- |  |  |  |  |  |  |  |  | --- |  |  |  |  |  | ----- | ---- |
| 1994 |          | Renault Clio Williams |  |  |  |  |  |  |  |  | Rit |  |  |  |  |  | 0     |      |

| 1997 | Scuderia | Vettura            |  |  |  |  |  |  |  |  |  |  |  |     |  |  | Punti | Pos. |
| ---- | -------- | ------------------ |  |  |  |  |  |  |  |  |  |  |  | --- |  |  | ----- | ---- |
| 1997 |          | Subaru Impreza 555 |  |  |  |  |  |  |  |  |  |  |  | Rit |  |  | 0     |      |

| 1998 | Scuderia | Vettura                                    |  |  |  |  |  |  |  |     |  |  |    |  |  |  | Punti | Pos. |
| ---- | -------- | ------------------------------------------ |  |  |  |  |  |  |  | --- |  |  | -- |  |  |  | ----- | ---- |
| 1998 |          | Mitsubishi Lancer Evo III Peugeot 306 Maxi |  |  |  |  |  |  |  | Rit |  |  | 14 |  |  |  | 0     |      |

| 1999 | Scuderia | Vettura                                |  |  |  |  |  |  |  |  |  |     |  |     |  |  | Punti | Pos. |
| ---- | -------- | -------------------------------------- |  |  |  |  |  |  |  |  |  | --- |  | --- |  |  | ----- | ---- |
| 1999 |          | Mitsubishi Lancer Evo Peugeot 306 Maxi |  |  |  |  |  |  |  |  |  | Rit |  | Rit |  |  | 0     |      |

| 2000 | Scuderia | Vettura                                   |  |  |  |  |    |  |  |  |  |  |  |    |  |    | Punti | Pos. |
| ---- | -------- | ----------------------------------------- |  |  |  |  | -- |  |  |  |  |  |  | -- |  | -- | ----- | ---- |
| 2000 |          | Peugeot 306 Maxi Mitsubishi Lancer Evo VI |  |  |  |  | 14 |  |  |  |  |  |  | 11 |  | 24 | 0     |      |

| 2001 | Scuderia     | Vettura         |  |  |  |  |  |  |  |  |  |  |   |  |  |  | Punti | Pos. |
| ---- | ------------ | --------------- |  |  |  |  |  |  |  |  |  |  | - |  |  |  | ----- | ---- |
| 2001 | F.P.F. Sport | Peugeot 206 WRC |  |  |  |  |  |  |  |  |  |  | 5 |  |  |  | 2     | 20º  |

| 2002 | Scuderia     | Vettura           |  |  |  |  |  |  |  |  |  |  |    |  |  |  | Punti | Pos. |
| ---- | ------------ | ----------------- |  |  |  |  |  |  |  |  |  |  | -- |  |  |  | ----- | ---- |
| 2002 | F.P.F. Sport | Peugeot 206 S1600 |  |  |  |  |  |  |  |  |  |  | 14 |  |  |  | 0     |      |

| Legenda | 1º posto | 2º posto | 3º posto | A punti | Senza punti | Ritirato | Squalificato | NP=Non partito C=Gara cancellata | Apice=Power stage |